# Serie Radeon RX Vega
La serie Radeon RX Vega es una serie de procesadores gráficos desarrollados por AMD. Estas GPU utilizan la arquitectura de quinta generación Graphics Core Next (GCN), cuyo nombre en código es Vega, y están fabricadas con tecnología FinFET de 14 nm, desarrollada por Samsung Electronics y con licencia para GlobalFoundries. La serie consta de tarjetas gráficas de escritorio y APU destinadas a escritorios, dispositivos móviles y aplicaciones integradas.
La linea fue lanzada el 14 de agosto de 2017. Incluía el RX Vega 56 y el RX Vega 64, con un precio de $ 399 y $ 499 respectivamente. Estos fueron seguidos por dos APU móviles, Ryzen 2500U y Ryzen 2700U, en octubre de 2017. Febrero de 2018 vio el lanzamiento de dos APU de escritorio, Ryzen 3 2200G y Ryzen 5 2400G, y la línea de APU Ryzen Embedded V1000. En septiembre de 2018, AMD anunció varias APU Vega en su línea de productos Athlon. Posteriormente, en enero de 2019, se anunció la Radeon VII basada en el nodo FinFET de 7nm fabricado por TSMC.

## Historia
La microarquitectura Vega fue la línea de tarjetas gráficas de gama alta de AMD, y es la sucesora de los productos Fury para entusiastas de la serie R9 300. Las especificaciones parciales de la arquitectura y la GPU Vega 10 se anunciaron con Radeon Instinct MI25 en diciembre de 2016. AMD lanzó más tarde los detalles de la arquitectura Vega.

## Anuncio
Vega se anunció originalmente en la presentación CES 2017 de AMD el 5 de enero de 2017, junto con la línea Zen de CPU.

## Nuevas características
Vega tiene como objetivo aumentar las instrucciones por reloj, velocidades de reloj más altas y soporte para HBM2.
Vega de AMD tiene una nueva jerarquía de memoria con caché de gran ancho de banda y su controlador. 
Compatibilidad con HBM2 con el doble de ancho de banda por pin que la generación anterior de HBM. HBM2 permite mayores capacidades con menos de la mitad del espacio ocupado por la memoria GDDR5. La arquitectura Vega está optimizada para transmitir conjuntos de datos muy grandes y puede funcionar con una variedad de tipos de memoria con hasta 512 TB de espacio de direcciones virtuales. 
Sombreador primitivo para mejorar el procesamiento de la geometría. Reemplaza los sombreadores de vértices y geometría en las canalizaciones de procesamiento de geometría con una sola etapa más programable. La etapa de sombreado primitivo es más eficiente, presenta tecnologías inteligentes de equilibrio de carga y un mayor rendimiento.
NCU: Next Compute Unit, un motor de cómputo de última generación. La GPU Vega presenta la unidad de cómputo de última generación. Arquitectura versátil con unidades informáticas flexibles que pueden procesar de forma nativa operaciones de 8 bits, 16 bits, 32 bits o 64 bits en cada ciclo de reloj. Y ejecutar a frecuencias más altas. Vega brinda soporte para Rapid Packed Math, procesando dos operaciones de media precisión (16 bits) al mismo tiempo que una sola operación de coma flotante de 32 bits. Hasta 128 operaciones de 32 bits, 256 de 16 bits o 512 de 8 bits por reloj son posibles con la arquitectura Vega.
Draw Stream Binning Rasterizer diseñado para un mayor rendimiento y eficiencia energética. Permite "obtener una vez, sombrear una vez" de píxeles mediante el uso de un caché bin inteligente en el chip y la eliminación temprana de píxeles invisibles en una escena final. 
Las tarjetas Vega pueden consumir comparativamente menos energía junto con el mismo rendimiento o incluso mejor cuando la tarjeta tiene un voltaje bajo. Una compensación de 0,25 V está demostrando ser realmente genial y eficiente. 
Vega aumenta la compatibilidad con el nivel de funciones de Direct3D de 12_0 a 12_1. 
El rasterizador de Vega brinda soporte de aceleración de hardware para Rasterizer Ordered Views y Conservative Rasterisation Tier 3.

## Productos

### Gráficos discretos de la marca RX Vega
| Modelo (Nombre en clave)           | Fecha de lanzamiento y Precio | Arquitectura y Fab | Transistores y Tamaño del chip | Núcleo            | Núcleo       | Tasa de relleno123 | Tasa de relleno123 | Poder de procesamiento14 (GFLOPS) | Poder de procesamiento14 (GFLOPS) | Poder de procesamiento14 (GFLOPS) | Memoria     | Memoria               | Memoria             | Memoria      | TBP   | Interfaz del bus |
| Modelo (Nombre en clave)           | Fecha de lanzamiento y Precio | Arquitectura y Fab | Transistores y Tamaño del chip | Config.5          | Reloj1 (MHz) | Textura (GT/s)     | Píxel (GP/s)       | Media                             | Simple                            | Doble                             | Tamaño (GB) | Ancho de banda (GB/s) | Tipo de bus y ancho | Reloj (MT/s) | TBP   | Interfaz del bus |
| ---------------------------------- | ----------------------------- | ------------------ | ------------------------------ | ----------------- | ------------ | ------------------ | ------------------ | --------------------------------- | --------------------------------- | --------------------------------- | ----------- | --------------------- | ------------------- | ------------ | ----- | ---------------- |
| Radeon RX Vega 56 (Vega 10)        | 28 de agosto de 2017 $399 USD | GCN 5 GloFo 14 nm6 | 12.5×109 486 mm2               | 3584:224:64 56 CU | 1156 1471    | 258.9 329.5        | 73.98 94.14        | 16,572 21,088                     | 8,286 10,544                      | 517.9 659.0                       | 8           | 409.6                 | HBM2 2048-bit       | 1600         | 210 W | PCIe 3.0×16      |
| Radeon RX Vega 64 (Vega 10)        | 14 de agosto de 2017 $499 USD | GCN 5 GloFo 14 nm6 | 12.5×109 486 mm2               | 4096:256:64 64 CU | 1247 1546    | 319.2 395.8        | 79.81 98.94        | 20,431 25,330                     | 10,215 12,665                     | 638.5 791.6                       | 8           | 483.8                 | HBM2 2048-bit       | 1890         | 295 W | PCIe 3.0×16      |
| Radeon RX Vega 64 Liquid (Vega 10) | 14 de agosto de 2017 $699 USD | GCN 5 GloFo 14 nm6 | 12.5×109 486 mm2               | 4096:256:64 64 CU | 1406 1677    | 359.9 429.3        | 89.98 107.3        | 23,036 27,476                     | 11,518 13,738                     | 719.9 858.6                       | 8           | 483.8                 | HBM2 2048-bit       | 1890         | 345 W | PCIe 3.0×16      |

- 1 Los valores en tubo (si están disponibles) se indican debajo del valor base en cursiva.
- 2 La tasa de relleno de texturas se calcula como el número de unidades de mapeo de texturas multiplicado por la velocidad del reloj del núcleo base (o turbo).
- 3 La tasa de relleno de píxeles se calcula como el número de unidades de salida de renderizado multiplicado por la velocidad de reloj del núcleo base (o turbo).
- 4 El rendimiento de precisión se calcula a partir de la velocidad del reloj central base (o turbo) en función de una operación FMA.
- 5 Sombreadores unificados: Unidad de mapeo de texturas: Unidad de salida de renderizado y Unidades de cómputo (CU)
- 6 El proceso FinFET 14LPP de 14 nm de GlobalFoundries es una segunda fuente de Samsung Electronics.

### Gráficos discretos de la marca Radeon VII
| Modelo (Nombre en clave) | Fecha de lanzamiento y Precio | Arquitectura y Fab | Transistores y Tamaño del chip | Núcleo            | Núcleo         | Tasa de relleno123 | Tasa de relleno123 | Poder de procesamiento14 (GFLOPS) | Poder de procesamiento14 (GFLOPS) | Poder de procesamiento14 (GFLOPS) | Memoria     | Memoria               | Memoria             | Memoria      | TBP   | Interfaz del bus |
| Modelo (Nombre en clave) | Fecha de lanzamiento y Precio | Arquitectura y Fab | Transistores y Tamaño del chip | Config.5          | Reloj1 (MHz)   | Textura (GT/s)     | Píxel (GP/s)       | Media                             | Simple                            | Doble                             | Tamaño (GB) | Ancho de banda (GB/s) | Tipo de bus y ancho | Reloj (MT/s) | TBP   | Interfaz del bus |
| ------------------------ | ----------------------------- | ------------------ | ------------------------------ | ----------------- | -------------- | ------------------ | ------------------ | --------------------------------- | --------------------------------- | --------------------------------- | ----------- | --------------------- | ------------------- | ------------ | ----- | ---------------- |
| Radeon VII (Vega 20)     | 7 de febrero de 2019 $699 USD | GCN 5 TSMC 7 nm    | 13.23×109 331 mm2              | 3840:240:64 60 CU | 1400 1750-1800 | 336.0 420.0        | 89.60 112.0        | 21,504 27,648                     | 10,752 13,824                     | 2,688 3,459                       | 16          | 1024                  | HBM2 4096-bit       | 2000         | 300 W | PCIe 3.0 ×16     |

- 1 Los valores en tubo (si están disponibles) se indican debajo del valor base en cursiva.
- 2 La tasa de relleno de texturas se calcula como el número de unidades de mapeo de texturas multiplicado por la velocidad del reloj del núcleo base (o turbo).
- 3 La tasa de relleno de píxeles se calcula como el número de unidades de salida de renderizado multiplicado por la velocidad de reloj del núcleo base (o turbo).
- 4 El rendimiento de precisión se calcula a partir de la velocidad del reloj central base (o turbo) en función de una operación FMA.
- 5 Sombreadores unificados: Unidad de mapeo de texturas: Unidad de salida de renderizado y Unidades de cómputo (CU)

### GPU para estaciones de trabajo
| Modelo (Nombre en clave)                               | Fecha de lanzamiento y Precio  | Arquitectura y Fab | Transistores y Tamaño del chip | Núcleo            | Núcleo       | Tasa de relleno123 | Tasa de relleno123 | Poder de procesamiento14 (GFLOPS) | Poder de procesamiento14 (GFLOPS) | Poder de procesamiento14 (GFLOPS) | Memoria     | Memoria               | Memoria             | Memoria      | TBP   | Interfaz del bus | Puertos de salida gráficos |
| Modelo (Nombre en clave)                               | Fecha de lanzamiento y Precio  | Arquitectura y Fab | Transistores y Tamaño del chip | Config.5          | Reloj1 (MHz) | Textura (GT/s)     | Píxel (GP/s)       | Media                             | Simple                            | Doble                             | Tamaño (GB) | Ancho de banda (GB/s) | Tipo de bus y ancho | Reloj (MT/s) | TBP   | Interfaz del bus | Puertos de salida gráficos |
| ------------------------------------------------------ | ------------------------------ | ------------------ | ------------------------------ | ----------------- | ------------ | ------------------ | ------------------ | --------------------------------- | --------------------------------- | --------------------------------- | ----------- | --------------------- | ------------------- | ------------ | ----- | ---------------- | -------------------------- |
| Radeon Vega Frontier Edition (Air-cooled) (Vega 10)    | 27 de junio de 2017 $999 USD   | GCN 5 GloFo 14 nm  | 12.5×109 494 mm2               | 4096:256:64 64 CU | 1382 1600    | 353.8 409.6        | 88.4 102.4         | 22,643 26,214                     | 11,321 13,107                     | 707.6 819.2                       | 16          | 484                   | HBM2 2048-bit       | 1890         | 300 W | PCIe 3.0×16      | 3× DP 1.4a 1× HDMI 2.0b    |
| Radeon Vega Frontier Edition (Liquid-cooled) (Vega 10) | 27 de junio de 2017 $1,499 USD | GCN 5 GloFo 14 nm  | 12.5×109 494 mm2               | 4096:256:64 64 CU | 1382 1600    | 353.8 409.6        | 88.4 102.4         | 22,643 26,214                     | 11,321 13,107                     | 707.6 819.2                       | 16          | 484                   | HBM2 2048-bit       | 1890         | 375 W | PCIe 3.0×16      | 3× DP 1.4a 1× HDMI 2.0b    |

- 1 Los valores en tubo (si están disponibles) se indican debajo del valor base en cursiva.
- 2 La tasa de relleno de texturas se calcula como el número de unidades de mapeo de texturas multiplicado por la velocidad del reloj del núcleo base (o turbo).
- 3 La tasa de relleno de píxeles se calcula como el número de unidades de salida de renderizado multiplicado por la velocidad de reloj del núcleo base (o turbo).
- 4 El rendimiento de precisión se calcula a partir de la velocidad del reloj central base (o turbo) en función de una operación FMA.
- 5 Sombreadores unificados: Unidad de mapeo de texturas: Unidad de salida de renderizado y Unidades de cómputo (CU)

| Modelo (Nombre en clave)         | Fecha de lanzamiento y Precio | Arquitectura y Fab | Transistores y Tamaño del chip | Núcleo                        | Núcleo       | Tasa de relleno123 | Tasa de relleno123 | Poder de procesamiento14 (GFLOPS) | Poder de procesamiento14 (GFLOPS) | Poder de procesamiento14 (GFLOPS) | Memoria     | Memoria               | Memoria             | Memoria      | TBP   | Interfaz del bus | Puertos de salida gráficos                 |
| Modelo (Nombre en clave)         | Fecha de lanzamiento y Precio | Arquitectura y Fab | Transistores y Tamaño del chip | Config.5                      | Reloj1 (MHz) | Textura (GT/s)     | Píxel (GP/s)       | Media                             | Simple                            | Doble                             | Tamaño (GB) | Ancho de banda (GB/s) | Tipo de bus y ancho | Reloj (MT/s) | TBP   | Interfaz del bus | Puertos de salida gráficos                 |
| -------------------------------- | ----------------------------- | ------------------ | ------------------------------ | ----------------------------- | ------------ | ------------------ | ------------------ | --------------------------------- | --------------------------------- | --------------------------------- | ----------- | --------------------- | ------------------- | ------------ | ----- | ---------------- | ------------------------------------------ |
| Radeon Pro Vega II (Vega 20)     | 2019 $2,800 USD               | GCN 5 TSMC 7 nm    | 13.23×109 331 mm2              | 4096:256:64 64 CU             | 1720         | 440.3              | 110.1              | 28,180                            | 14,090                            | 880                               | 32          | 1024                  | HBM2 4096-bit       | 2000         | 475 W | PCIe 3.0×16      | 4× Thunderbolt 3 (USB Type-C) 1× HDMI 2.0b |
| Radeon Pro Vega II Duo (Vega 20) | 2019 $5,600 USD               | GCN 5 TSMC 7 nm    | 13.23×109 331 mm2              | \| 2× \| 4096:256:64 64 CU \| | 1720         | 2× 440.3           | 2× 110.1           | 2× 28,180                         | 2× 14,090                         | 2× 880                            | 2× 32       | 2× 1024               | HBM2 2× 4096-bit    | 2000         | 475 W | PCIe 3.0×16      | 4× Thunderbolt 3 (USB Type-C) 1× HDMI 2.0b |
| 2×                               | 4096:256:64 64 CU             |                    |                                |                               |              |                    |                    |                                   |                                   |                                   |             |                       |                     |              |       |                  |                                            |

- 1 Los valores en tubo (si están disponibles) se indican debajo del valor base en cursiva.
- 2 La tasa de relleno de texturas se calcula como el número de unidades de mapeo de texturas multiplicado por la velocidad del reloj del núcleo base (o turbo).
- 3 La tasa de relleno de píxeles se calcula como el número de unidades de salida de renderizado multiplicado por la velocidad de reloj del núcleo base (o turbo).
- 4 El rendimiento de precisión se calcula a partir de la velocidad del reloj central base (o turbo) en función de una operación FMA.
- 5 Sombreadores unificados: Unidad de mapeo de texturas: Unidad de salida de renderizado y Unidades de cómputo (CU)

### GPU para estaciones de trabajo móviles
| Modelo (Nombre en clave)      | Fecha de lanzamiento    | Arquitectura y Fab | Transistores y Tamaño del chip | Núcleo            | Núcleo       | Tasa de relleno123 | Tasa de relleno123 | Poder de procesamiento14 (GFLOPS) | Poder de procesamiento14 (GFLOPS) | Poder de procesamiento14 (GFLOPS) | Memoria     | Memoria               | Memoria             | Memoria      | TDP   | Interfaz del bus |
| Modelo (Nombre en clave)      | Fecha de lanzamiento    | Arquitectura y Fab | Transistores y Tamaño del chip | Config.5          | Reloj1 (MHz) | Textura (GT/s)     | Píxel (GP/s)       | Media                             | Simple                            | Doble                             | Tamaño (GB) | Ancho de banda (GB/s) | Tipo de bus y ancho | Reloj (MT/s) | TDP   | Interfaz del bus |
| ----------------------------- | ----------------------- | ------------------ | ------------------------------ | ----------------- | ------------ | ------------------ | ------------------ | --------------------------------- | --------------------------------- | --------------------------------- | ----------- | --------------------- | ------------------- | ------------ | ----- | ---------------- |
| Radeon Pro Vega 16 (Vega 12)  | 14 de noviembre de 2018 | GCN 5 GloFo 14 nm  | ?                              | 1024:64:32 16 CU  | 815 1190     | 52.16 76.16        | 26.08 38.08        | 3,338 4,874                       | 1,669 2,437                       | 104.3 152.3                       | 4           | 307.2                 | HBM2 2048-bit       | 2400         | 50 W  | PCIe 3.0×16      |
| Radeon Pro Vega 20 (Vega 12)  | 14 de noviembre de 2018 | GCN 5 GloFo 14 nm  | ?                              | 1280:80:32 20 CU  | 815 1283     | 65.20 102.6        | 26.08 41.06        | 4,173 6,569                       | 2,086 3,285                       | 130.4 205.3                       | 4           | 189.4                 | HBM2 2048-bit       | 1480         | 50 W  | PCIe 3.0×16      |
| Radeon Pro Vega 48 (Vega 10)  | 19 de marzo de 2019     | GCN 5 GloFo 14 nm  | 12.5×109 495 mm2               | 3072:192:64 48 CU | 1200         | 230.4              | 76.80              | 14,746                            | 7,373                             | 460.8                             | 8           | 402.4                 | HBM2 2048-bit       | 1572         | ?     | PCIe 3.0×16      |
| Radeon Pro Vega 56 (Vega 10)  | 17 de agosto de 2017    | GCN 5 GloFo 14 nm  | 12.5×109 495 mm2               | 3584:224:64 56 CU | 1138 1250    | 254.9 280.0        | 72.83 80.00        | 16,314 17,920                     | 8,157 8,960                       | 509.8 560.0                       | 8           | 402.4                 | HBM2 2048-bit       | 1572         | 120 W | PCIe 3.0×16      |
| Radeon Pro Vega 64 (Vega 10)  | 17 de junio de 2017     | GCN 5 GloFo 14 nm  | 12.5×109 495 mm2               | 4096:256:64 64 CU | 1250 1350    | 320.0 345.6        | 80.00 86.40        | 20,480 22,118                     | 10,240 11,059                     | 640.0 691.2                       | 16          | 402.4                 | HBM2 2048-bit       | 1572         | ?     | PCIe 3.0×16      |
| Radeon Pro Vega 64X (Vega 10) | 19 de marzo de 2019     | GCN 5 GloFo 14 nm  | 12.5×109 495 mm2               | 4096:256:64 64 CU | 1250 1468    | 320.0 375.8        | 80.00 93.95        | 20,480 24,051                     | 10,240 12,026                     | 640.0 751.6                       | 16          | 512.0                 | HBM2 2048-bit       | 2000         | ?     | PCIe 3.0×16      |

- 1 Los valores en tubo (si están disponibles) se indican debajo del valor base en cursiva.
- 2 La tasa de relleno de texturas se calcula como el número de unidades de mapeo de texturas multiplicado por la velocidad del reloj del núcleo base (o turbo).
- 3 La tasa de relleno de píxeles se calcula como el número de unidades de salida de renderizado multiplicado por la velocidad de reloj del núcleo base (o turbo).
- 4 El rendimiento de precisión se calcula a partir de la velocidad del reloj central base (o turbo) en función de una operación FMA.
- 5 Sombreadores unificados: Unidad de mapeo de texturas: Unidad de salida de renderizado y Unidades de cómputo (CU)

### APU de escritorio

#### Raven Ridge (2018)
| Modelo               | Fecha de lanzamiento y Precio  | Fab        | CPU             | CPU                       | CPU                       | CPU                                   | CPU               | CPU    | GPU        | GPU            | GPU         | GPU                              | Zócalo | Líneas PCIe | Soporte de memoria    | TDP     | Disipador stock (en caja) | Número de caja | Número de parte             |
| Modelo               | Fecha de lanzamiento y Precio  | Fab        | Núcleos (Hilos) | Frecuencia de reloj (GHz) | Frecuencia de reloj (GHz) | Caché1                                | Caché1            | Caché1 | Modelo     | Config.2       | Reloj (MHz) | Poder de procesamiento (GFLOPS)3 | Zócalo | Líneas PCIe | Soporte de memoria    | TDP     | Disipador stock (en caja) | Número de caja | Número de parte             |
| Modelo               | Fecha de lanzamiento y Precio  | Fab        | Núcleos (Hilos) | Base                      | Turbo                     | L1                                    | L2                | L3     | Modelo     | Config.2       | Reloj (MHz) | Poder de procesamiento (GFLOPS)3 | Zócalo | Líneas PCIe | Soporte de memoria    | TDP     | Disipador stock (en caja) | Número de caja | Número de parte             |
| -------------------- | ------------------------------ | ---------- | --------------- | ------------------------- | ------------------------- | ------------------------------------- | ----------------- | ------ | ---------- | -------------- | ----------- | -------------------------------- | ------ | ----------- | --------------------- | ------- | ------------------------- | -------------- | --------------------------- |
| Athlon 200GE         | 6 de septiembre de 2018 US $55 | GloFo14 nm | 2 (4)           | 3.2                       | N/A                       | 64 KB inst. 32 KB de datos por núcleo | 512 KB por núcleo | 4 MB   | Vega 3     | 192:12:4 3 CU  | 1000        | 384                              | AM4    | 16 (8+4+4)  | DDR4-2666 doble canal | 35 W    | Disipador stock básico    | YD200GC6FBBOX  | YD200GC6M2OFB YD20GGC6M2OFB |
| Athlon Pro 200GE     | 6 de septiembre de 2018 OEM    | GloFo14 nm | 2 (4)           | 3.2                       | N/A                       | 64 KB inst. 32 KB de datos por núcleo | 512 KB por núcleo | 4 MB   | Vega 3     | 192:12:4 3 CU  | 1000        | 384                              | AM4    | 16 (8+4+4)  | DDR4-2666 doble canal | 35 W    | N/A                       | N/A            | YD200BC6M2OFB               |
| Athlon 220GE         | 21 de diciembre de 2018 US $65 | GloFo14 nm | 2 (4)           | 3.4                       | N/A                       | 64 KB inst. 32 KB de datos por núcleo | 512 KB por núcleo | 4 MB   | Vega 3     | 192:12:4 3 CU  | 1000        | 384                              | AM4    | 16 (8+4+4)  | DDR4-2666 doble canal | 35 W    | Disipador stock básico    | YD220GC6FBBOX  | YD220GC6M2OFB               |
| Athlon 240GE         | 21 de diciembre de 2018 US $75 | GloFo14 nm | 2 (4)           | 3.5                       | N/A                       | 64 KB inst. 32 KB de datos por núcleo | 512 KB por núcleo | 4 MB   | Vega 3     | 192:12:4 3 CU  | 1000        | 384                              | AM4    | 16 (8+4+4)  | DDR4-2666 doble canal | 35 W    | Disipador stock básico    | YD240GC6FBBOX  | YD240GC6M2OFB               |
| Athlon 3000G         | 19 de noviembre de 2019 US $49 | GloFo14 nm | 2 (4)           | 3.5                       | N/A                       | 64 KB inst. 32 KB de datos por núcleo | 512 KB por núcleo | 4 MB   | Vega 3     | 192:12:4 3 CU  | 1100        | 424.4                            | AM4    | 16 (8+4+4)  | DDR4-2666 doble canal | 35 W    | Disipador stock básico    | YD3000C6FHBOX  | YD3000C6M2OFH               |
| Athlon 300GE         | 7 de julio de 2019 OEM         | GloFo14 nm | 2 (4)           | 3.4                       | N/A                       | 64 KB inst. 32 KB de datos por núcleo | 512 KB por núcleo | 4 MB   | Vega 3     | 192:12:4 3 CU  | 1100        | 424.4                            | AM4    | 16 (8+4+4)  | DDR4-2666 doble canal | 35 W    | N/A                       | N/A            | YD30GEC6M2OFH               |
| Athlon Silver 3050GE | 21 de julio de 2020 OEM        | GloFo14 nm | 2 (4)           | 3.4                       | N/A                       | 64 KB inst. 32 KB de datos por núcleo | 512 KB por núcleo | 4 MB   | Vega 3     | 192:12:4 3 CU  | 1100        | 424.4                            | AM4    | 16 (8+4+4)  | DDR4-2666 doble canal | 35 W    | N/A                       | N/A            | YD305GC6M2OFH               |
| Ryzen 3 2200GE       | 19 de abril de 2018 OEM        | GloFo14 nm | 4 (4)           | 3.2                       | 3.6                       | 64 KB inst. 32 KB de datos por núcleo | 512 KB por núcleo | 4 MB   | Vega 8     | 512:32:16 8 CU | 1100        | 1126                             | AM4    | 16 (8+4+4)  | DDR4-2933 doble canal | 35 W    | N/A                       | N/A            | YD2200C6M4MFB               |
| Ryzen 3 Pro 2200GE   | 10 de mayo de 2018 OEM         | GloFo14 nm | 4 (4)           | 3.2                       | 3.6                       | 64 KB inst. 32 KB de datos por núcleo | 512 KB por núcleo | 4 MB   | Vega 8     | 512:32:16 8 CU | 1100        | 1126                             | AM4    | 16 (8+4+4)  | DDR4-2933 doble canal | 35 W    | N/A                       | N/A            | YD220BC6M4MFB               |
| Ryzen 3 2200G        | 12 de febrero de 2018 US $99   | GloFo14 nm | 4 (4)           | 3.5                       | 3.7                       | 64 KB inst. 32 KB de datos por núcleo | 512 KB por núcleo | 4 MB   | Vega 8     | 512:32:16 8 CU | 1100        | 1126                             | AM4    | 16 (8+4+4)  | DDR4-2933 doble canal | 45–65 W | Wraith Stealth            | YD2200C5FBBOX  | YD2200C5M4MFB               |
| Ryzen 3 Pro 2200G    | 10 de mayo de 2018 OEM         | GloFo14 nm | 4 (4)           | 3.5                       | 3.7                       | 64 KB inst. 32 KB de datos por núcleo | 512 KB por núcleo | 4 MB   | Vega 8     | 512:32:16 8 CU | 1100        | 1126                             | AM4    | 16 (8+4+4)  | DDR4-2933 doble canal | 45–65 W | N/A                       | N/A            | YD220BC5M4MFB               |
| Ryzen 5 2400GE       | 19 de abril de 2018 OEM        | GloFo14 nm | 4 (8)           | 3.2                       | 3.8                       | 64 KB inst. 32 KB de datos por núcleo | 512 KB por núcleo | 4 MB   | RX Vega 11 | 704:44:16      | 1250        | 1760                             | AM4    | 16 (8+4+4)  | DDR4-2933 doble canal | 35 W    | N/A                       | N/A            | YD2400C6M4MFB               |
| Ryzen 5 Pro 2400GE   | 10 de mayo de 2018 OEM         | GloFo14 nm | 4 (8)           | 3.2                       | 3.8                       | 64 KB inst. 32 KB de datos por núcleo | 512 KB por núcleo | 4 MB   | RX Vega 11 | 704:44:16      | 1250        | 1760                             | AM4    | 16 (8+4+4)  | DDR4-2933 doble canal | 35 W    | N/A                       | N/A            | YD240BC6M4MFB               |
| Ryzen 5 2400G        | 12 de febrero de 2018 US $169  | GloFo14 nm | 4 (8)           | 3.6                       | 3.9                       | 64 KB inst. 32 KB de datos por núcleo | 512 KB por núcleo | 4 MB   | RX Vega 11 | 704:44:16      | 1250        | 1760                             | AM4    | 16 (8+4+4)  | DDR4-2933 doble canal | 45–65 W | Wraith Stealth            | YD2400C5FBBOX  | YD2400C5M4MFB               |
| Ryzen 5 Pro 2400G    | 10 de mayo de 2018 OEM         | GloFo14 nm | 4 (8)           | 3.6                       | 3.9                       | 64 KB inst. 32 KB de datos por núcleo | 512 KB por núcleo | 4 MB   | RX Vega 11 | 704:44:16      | 1250        | 1760                             | AM4    | 16 (8+4+4)  | DDR4-2933 doble canal | 45–65 W | N/A                       | N/A            | YD240BC5M4MFB               |

- 1 AMD define 1 kilobyte (KB) como 1024 bytes y 1 megabyte (MB) como 1024 kilobytes.[66]
- 2 Sombreadores unificados: Unidad de mapeo de texturas: Unidad de salida de renderizado y Unidades de cómputo (CU)
- 3 El rendimiento de precisión simple se calcula a partir de la velocidad de reloj del núcleo base (o impulso) en función de una operación FMA.

#### Picasso (2019)
| Modelo                   | Fecha de lanzamiento y Precio | Fab   | CPU             | CPU                       | CPU                       | CPU                                 | CPU               | CPU   | GPU          | GPU             | GPU         | GPU                              | Zócalo | Líneas PCIe | Soporte de memoria    | TDP     |
| Modelo                   | Fecha de lanzamiento y Precio | Fab   | Núcleos (Hilos) | Frecuencia de reloj (GHz) | Frecuencia de reloj (GHz) | Caché                               | Caché             | Caché | Arquitectura | Config.1        | Reloj (MHz) | Poder de procesamiento (GFLOPS)2 | Zócalo | Líneas PCIe | Soporte de memoria    | TDP     |
| Modelo                   | Fecha de lanzamiento y Precio | Fab   | Núcleos (Hilos) | Base                      | Turbo                     | L1                                  | L2                | L3    | Arquitectura | Config.1        | Reloj (MHz) | Poder de procesamiento (GFLOPS)2 | Zócalo | Líneas PCIe | Soporte de memoria    | TDP     |
| ------------------------ | ----------------------------- | ----- | --------------- | ------------------------- | ------------------------- | ----------------------------------- | ----------------- | ----- | ------------ | --------------- | ----------- | -------------------------------- | ------ | ----------- | --------------------- | ------- |
| Athlon Pro 300GE         | 30 de septiembre de 2019 OEM  | 12 nm | 2 (4)           | 3.4                       | N/A                       | 64 KB inst. 32 KB de datos por core | 512 KB por núcleo | 4 MB  | GCN 5a gen   | 192:12:4 3 CU   | 1100        | 424.4                            | AM4    | 16 (8+4+4)  | DDR4-2667 doble canal | 35 W    |
| Athlon Silver Pro 3125GE | 21 de julio de 2020 OEM       | 12 nm | 2 (4)           | 3.4                       | N/A                       | 64 KB inst. 32 KB de datos por core | 512 KB por núcleo | 4 MB  | GCN 5a gen   | 192:12:4 3 CU   | 1100        | 424.4                            | AM4    | 16 (8+4+4)  | DDR4-2667 doble canal | 35 W    |
| Athlon Gold 3150GE       | 21 de julio de 2020 OEM       | 12 nm | 4 (4)           | 3.3                       | 3.8                       | 64 KB inst. 32 KB de datos por core | 512 KB por núcleo | 4 MB  | GCN 5a gen   | 192:12:4 3 CU   | 1100        | 424.4                            | AM4    | 16 (8+4+4)  | DDR4-2933 doble canal | 35 W    |
| Athlon Gold Pro 3150GE   | 21 de julio de 2020 OEM       | 12 nm | 4 (4)           | 3.3                       | 3.8                       | 64 KB inst. 32 KB de datos por core | 512 KB por núcleo | 4 MB  | GCN 5a gen   | 192:12:4 3 CU   | 1100        | 424.4                            | AM4    | 16 (8+4+4)  | DDR4-2933 doble canal | 35 W    |
| Athlon Gold 3150G        | 21 de julio de 2020 OEM       | 12 nm | 4 (4)           | 3.5                       | 3.9                       | 64 KB inst. 32 KB de datos por core | 512 KB por núcleo | 4 MB  | GCN 5a gen   | 192:12:4 3 CU   | 1100        | 424.4                            | AM4    | 16 (8+4+4)  | DDR4-2933 doble canal | 45-65 W |
| Athlon Gold Pro 3150G    | 21 de julio de 2020 OEM       | 12 nm | 4 (4)           | 3.5                       | 3.9                       | 64 KB inst. 32 KB de datos por core | 512 KB por núcleo | 4 MB  | GCN 5a gen   | 192:12:4 3 CU   | 1100        | 424.4                            | AM4    | 16 (8+4+4)  | DDR4-2933 doble canal | 45-65 W |
| Ryzen 3 3200GE           | 7 de julio de 2019 OEM        | 12 nm | 4 (4)           | 3.3                       | 3.8                       | 64 KB inst. 32 KB de datos por core | 512 KB por núcleo | 4 MB  | GCN 5a gen   | 512:32:16 8 CU  | 1200        | 1228.8                           | AM4    | 16 (8+4+4)  | DDR4-2933 doble canal | 35 W    |
| Ryzen 3 Pro 3200GE       | 30 de septiembre de 2019 OEM  | 12 nm | 4 (4)           | 3.3                       | 3.8                       | 64 KB inst. 32 KB de datos por core | 512 KB por núcleo | 4 MB  | GCN 5a gen   | 512:32:16 8 CU  | 1200        | 1228.8                           | AM4    | 16 (8+4+4)  | DDR4-2933 doble canal | 35 W    |
| Ryzen 3 3200G            | 7 de julio de 2019 US $99     | 12 nm | 4 (4)           | 3.6                       | 4.0                       | 64 KB inst. 32 KB de datos por core | 512 KB por núcleo | 4 MB  | GCN 5a gen   | 512:32:16 8 CU  | 1250        | 1280                             | AM4    | 16 (8+4+4)  | DDR4-2933 doble canal | 45-65 W |
| Ryzen 3 Pro 3200G        | 30 de septiembre de 2019 OEM  | 12 nm | 4 (4)           | 3.6                       | 4.0                       | 64 KB inst. 32 KB de datos por core | 512 KB por núcleo | 4 MB  | GCN 5a gen   | 512:32:16 8 CU  | 1250        | 1280                             | AM4    | 16 (8+4+4)  | DDR4-2933 doble canal | 45-65 W |
| Ryzen 5 Pro 3350GE       | 21 de julio de 2020 OEM       | 12 nm | 4 (4)           | 3.3                       | 3.9                       | 64 KB inst. 32 KB de datos por core | 512 KB por núcleo | 4 MB  | GCN 5a gen   | 640:40:16 10 CU | 1200        | 1536                             | AM4    | 16 (8+4+4)  | DDR4-2933 doble canal | 35 W    |
| Ryzen 5 Pro 3350G        | 21 de julio de 2020 OEM       | 12 nm | 4 (8)           | 3.6                       | 4.0                       | 64 KB inst. 32 KB de datos por core | 512 KB por núcleo | 4 MB  | GCN 5a gen   | 704:44:16 11 CU | 1300        | 1830.4                           | AM4    | 16 (8+4+4)  | DDR4-2933 doble canal | 45-65 W |
| Ryzen 5 3400GE           | 7 de julio de 2019 OEM        | 12 nm | 4 (8)           | 3.3                       | 4.0                       | 64 KB inst. 32 KB de datos por core | 512 KB por núcleo | 4 MB  | GCN 5a gen   | 704:44:16 11 CU | 1300        | 1830.4                           | AM4    | 16 (8+4+4)  | DDR4-2933 doble canal | 35 W    |
| Ryzen 5 Pro 3400GE       | 30 de septiembre de 2019 OEM  | 12 nm | 4 (8)           | 3.3                       | 4.0                       | 64 KB inst. 32 KB de datos por core | 512 KB por núcleo | 4 MB  | GCN 5a gen   | 704:44:16 11 CU | 1300        | 1830.4                           | AM4    | 16 (8+4+4)  | DDR4-2933 doble canal | 35 W    |
| Ryzen 5 3400G            | 7 de julio de 2019 US $149    | 12 nm | 4 (8)           | 3.7                       | 4.2                       | 64 KB inst. 32 KB de datos por core | 512 KB por núcleo | 4 MB  | GCN 5a gen   | 704:44:16 11 CU | 1400        | 1971.2                           | AM4    | 16 (8+4+4)  | DDR4-2933 doble canal | 45-65 W |
| Ryzen 5 Pro 3400G        | 30 de septiembre de 2019 OEM  | 12 nm | 4 (8)           | 3.7                       | 4.2                       | 64 KB inst. 32 KB de datos por core | 512 KB por núcleo | 4 MB  | GCN 5a gen   | 704:44:16 11 CU | 1400        | 1971.2                           | AM4    | 16 (8+4+4)  | DDR4-2933 doble canal | 45-65 W |

- 1 Sombreadores unificados: Unidad de mapeo de texturas: Unidad de salida de renderizado y Unidades de cómputo (CU)
- 2 El rendimiento de precisión simple se calcula a partir de la velocidad de reloj del núcleo base (o turbo) en función de una operación FMA.

#### Renoir (2020)
Características comunes de las APU de escritorio Ryzen 4000:
- Zócalo: AM4.
- Todas las CPU admiten DDR4-3200 en modo de doble canal.
- Caché L1: 64 KB (32 KB de datos + 32 KB de instrucción) por núcleo.
- Caché L2: 512 KB por núcleo.
- Todas las CPU admiten 24 carriles PCIe 3.0. 4 de los carriles están reservados como enlace al chipset.
- Incluye GPU GCN de quinta generación integrada.
- Proceso de fabricación: TSMC 7 nm.

| Marca y Modelo | Marca y Modelo | CPU             | CPU                       | CPU                       | CPU             | CPU                 | GPU               | GPU         | GPU            | GPU                              | TDP  | Fecha de lanzamiento                                    | MSRP          |
| Marca y Modelo | Marca y Modelo | Núcleos (Hilos) | Frecuencia de reloj (GHz) | Frecuencia de reloj (GHz) | Caché L3(total) | Config. del núcleo1 | Modelo            | Reloj (GHz) | Config.2       | Poder de procesamiento3 (GFLOPS) | TDP  | Fecha de lanzamiento                                    | MSRP          |
| Marca y Modelo | Marca y Modelo | Núcleos (Hilos) | Base                      | Turbo                     | Caché L3(total) | Config. del núcleo1 | Modelo            | Reloj (GHz) | Config.2       | Poder de procesamiento3 (GFLOPS) | TDP  | Fecha de lanzamiento                                    | MSRP          |
| -------------- | -------------- | --------------- | ------------------------- | ------------------------- | --------------- | ------------------- | ----------------- | ----------- | -------------- | -------------------------------- | ---- | ------------------------------------------------------- | ------------- |
| Ryzen 7        | 4700Ga         | 8 (16)          | 3.6                       | 4.4                       | 8 MB            | 2 × 4               | Radeon Graphics b | 2.1         | 512:32:16 8 CU | 2150.4                           | 65 W | 21 de julio de 2020                                     | OEM           |
| Ryzen 7        | 4700GEa        | 8 (16)          | 3.1                       | 4.3                       | 8 MB            | 2 × 4               | Radeon Graphics b | 2.0         | 512:32:16 8 CU | 2048                             | 35 W | 21 de julio de 2020                                     | OEM           |
| Ryzen 5        | 4600Ga         | 6 (12)          | 3.7                       | 4.2                       | 8 MB            | 2 × 3               | Radeon Graphics b | 1.9         | 448:28:14 7 CU | 1702.4                           | 65 W | 21 de julio de 2020 (OEM) / 4 de abril de 2022 (retail) | OEM / US $154 |
| Ryzen 5        | 4600GEa        | 6 (12)          | 3.3                       | 4.2                       | 8 MB            | 2 × 3               | Radeon Graphics b | 1.9         | 448:28:14 7 CU | 1702.4                           | 35 W | 21 de julio de 2020                                     | OEM           |
| Ryzen 3        | 4300Ga         | 4 (8)           | 3.8                       | 4.0                       | 4 MB            | 1 × 4               | Radeon Graphics b | 1.7         | 384:24:12 6 CU | 1305.6                           | 65 W | 21 de julio de 2020                                     | OEM           |
| Ryzen 3        | 4300GEa        | 4 (8)           | 3.5                       | 4.0                       | 4 MB            | 1 × 4               | Radeon Graphics b | 1.7         | 384:24:12 6 CU | 1305.6                           | 35 W | 21 de julio de 2020                                     | OEM           |

- 1 Complejos de núcleos (CCX) × núcleos por CCX
- 2 Sombreadores unificados: Unidad de mapeo de texturas: Unidad de salida de renderizado y Unidades de cómputo (CU)
- 3 El rendimiento de precisión simple se calcula a partir de la velocidad de reloj del núcleo base (o turbo) en función de una operación FMA.
- a El modelo también está disponible como versión PRO como 4350GE,[89] 4350G,[90] 4650GE,[91] 4650G,[92] 4750GE,[93] 4750G,[94] lanzado el 21 de julio de 2020 solo para OEM.[95]
- b Todas las iGPU tienen la marca AMD Radeon Graphics.

#### Cezanne (2021)
Características comunes de las APU de escritorio Ryzen 5000:
- Zócalo: AM4.
- Todas las CPU admiten DDR4-3200 en modo de doble canal.
- Caché L1: 64 KB (32 KB de datos + 32 KB de instrucción) por núcleo.
- Caché L2: 512 KB por núcleo.
- Todas las CPU admiten 24 carriles PCIe 3.0. 4 de los carriles están reservados como enlace al chipset.
- Incluye GPU GCN de quinta generación integrada.
- Proceso de fabricación: TSMC 7 nm.

| Marca y Modelo | Marca y Modelo | CPU             | CPU                       | CPU                       | CPU             | CPU                 | GPU               | GPU         | GPU           | GPU                              | TDP  | Fecha de lanzamiento                                     | MSRP          |
| Marca y Modelo | Marca y Modelo | Núcleos (Hilos) | Frecuencia de reloj (GHz) | Frecuencia de reloj (GHz) | Caché L3(total) | Config. del núcleo1 | Modelo            | Reloj (GHz) | Config.2      | Poder de procesamiento3 (GFLOPS) | TDP  | Fecha de lanzamiento                                     | MSRP          |
| Marca y Modelo | Marca y Modelo | Núcleos (Hilos) | Base                      | Turbo                     | Caché L3(total) | Config. del núcleo1 | Modelo            | Reloj (GHz) | Config.2      | Poder de procesamiento3 (GFLOPS) | TDP  | Fecha de lanzamiento                                     | MSRP          |
| -------------- | -------------- | --------------- | ------------------------- | ------------------------- | --------------- | ------------------- | ----------------- | ----------- | ------------- | -------------------------------- | ---- | -------------------------------------------------------- | ------------- |
| Ryzen 7        | 5700Ga         | 8 (16)          | 3.8                       | 4.6                       | 16 MB           | 1 × 8               | Radeon Graphics b | 2.0         | 512:32:8 8 CU | 2048                             | 65 W | 13 de abril de 2021 (OEM) / 5 de agosto de 2021 (retail) | OEM / US $359 |
| Ryzen 7        | 5700GEa        | 8 (16)          | 3.2                       | 4.6                       | 16 MB           | 1 × 8               | Radeon Graphics b | 2.0         | 512:32:8 8 CU | 2048                             | 35 W |                                                          | OEM           |
| Ryzen 5        | 5600Ga         | 6 (12)          | 3.9                       | 4.4                       | 16 MB           | 1 × 6               | Radeon Graphics b | 1.9         | 448:28:8 7 CU | 1702.4                           | 65 W | 13 de abril de 2021 (OEM) / 5 de agosto de 2021 (retail) | OEM / US $259 |
| Ryzen 5        | 5600GEa        | 6 (12)          | 3.4                       | 4.4                       | 16 MB           | 1 × 6               | Radeon Graphics b | 1.9         | 448:28:8 7 CU | 1702.4                           | 35 W | 13 de abril de 2021                                      | OEM           |
| Ryzen 3        | 5300Ga         | 4 (8)           | 4.0                       | 4.2                       | 8 MB            | 1 × 4               | Radeon Graphics b | 1.7         | 384:24:8 6 CU | 1305.6                           | 65 W | 13 de abril de 2021                                      | OEM           |
| Ryzen 3        | 5300GEa        | 4 (8)           | 3.6                       | 4.2                       | 8 MB            | 1 × 4               | Radeon Graphics b | 1.7         | 384:24:8 6 CU | 1305.6                           | 35 W | 13 de abril de 2021                                      | OEM           |

- 1 Complejos de núcleos (CCX) × núcleos por CCX
- 2 Sombreadores unificados: Unidad de mapeo de texturas: Unidad de salida de renderizado y Unidades de cómputo (CU)
- 3 El rendimiento de precisión simple se calcula a partir de la velocidad de reloj del núcleo base (o turbo) en función de una operación FMA.
- a El modelo también está disponible como versión PRO como 5350GE,[102] 5350G,[103] 5650GE,[104] 5650G,[105] 5750GE,[106] 5750G,[107] lanzado el 1 de junio de 2021.[108]
- b Todas las iGPU tienen la marca AMD Radeon Graphics.

### APU móviles

#### Raven Ridge (2017)
| Modelo            | Fecha de lanzamiento     | Fab       | CPU             | CPU                       | CPU                       | CPU                               | CPU               | CPU   | GPU     | GPU             | GPU         | GPU                              | Zócalo | Líneas PCIe | Soporte de memoria    | TDP     |
| Modelo            | Fecha de lanzamiento     | Fab       | Núcleos (Hilos) | Frecuencia de reloj (GHz) | Frecuencia de reloj (GHz) | Caché                             | Caché             | Caché | Modelo  | Config.1        | Reloj (MHz) | Poder de procesamiento (GFLOPS)2 | Zócalo | Líneas PCIe | Soporte de memoria    | TDP     |
| Modelo            | Fecha de lanzamiento     | Fab       | Núcleos (Hilos) | Base                      | Turbo                     | L1                                | L2                | L3    | Modelo  | Config.1        | Reloj (MHz) | Poder de procesamiento (GFLOPS)2 | Zócalo | Líneas PCIe | Soporte de memoria    | TDP     |
| ----------------- | ------------------------ | --------- | --------------- | ------------------------- | ------------------------- | --------------------------------- | ----------------- | ----- | ------- | --------------- | ----------- | -------------------------------- | ------ | ----------- | --------------------- | ------- |
| Athlon Pro 200U   | 2019                     | GloFo14LP | 2 (4)           | 2.3                       | 3.2                       | 64 KB inst. 32 KB data por núcleo | 512 KB por núcleo | 4 MB  | Vega 3  | 192:12:4 3 CU   | 1000        | 384                              | FP5    | 12 (8+4)    | DDR4-2400 doble canal | 12–25 W |
| Athlon 300U       | 6 de enero de 2019       | GloFo14LP | 2 (4)           | 2.4                       | 3.3                       | 64 KB inst. 32 KB data por núcleo | 512 KB por núcleo | 4 MB  | Vega 3  | 192:12:4 3 CU   | 1000        | 384                              | FP5    | 12 (8+4)    | DDR4-2400 doble canal | 12–25 W |
| Ryzen 3 2200U     | 8 de enero de 2018       | GloFo14LP | 2 (4)           | 2.5                       | 3.4                       | 64 KB inst. 32 KB data por núcleo | 512 KB por núcleo | 4 MB  | Vega 3  | 192:12:4 3 CU   | 1100        | 422.4                            | FP5    | 12 (8+4)    | DDR4-2400 doble canal | 12–25 W |
| Ryzen 3 3200U     | 6 de enero de 2019       | GloFo14LP | 2 (4)           | 2.6                       | 3.5                       | 64 KB inst. 32 KB data por núcleo | 512 KB por núcleo | 4 MB  | Vega 3  | 192:12:4 3 CU   | 1200        | 460.8                            | FP5    | 12 (8+4)    | DDR4-2400 doble canal | 12–25 W |
| Ryzen 3 2300U     | 8 de enero de 2018       | GloFo14LP | 4 (4)           | 2.0                       | 3.4                       | 64 KB inst. 32 KB data por núcleo | 512 KB por núcleo | 4 MB  | Vega 6  | 384:24:8 6 CU   | 1100        | 844.8                            | FP5    | 12 (8+4)    | DDR4-2400 doble canal | 12–25 W |
| Ryzen 3 Pro 2300U | 15 de mayo de 2018       | GloFo14LP | 4 (4)           | 2.0                       | 3.4                       | 64 KB inst. 32 KB data por núcleo | 512 KB por núcleo | 4 MB  | Vega 6  | 384:24:8 6 CU   | 1100        | 844.8                            | FP5    | 12 (8+4)    | DDR4-2400 doble canal | 12–25 W |
| Ryzen 5 2500U     | 26 de octubre de 2017    | GloFo14LP | 4 (8)           | 2.0                       | 3.6                       | 64 KB inst. 32 KB data por núcleo | 512 KB por núcleo | 4 MB  | Vega 8  | 512:32:16 8 CU  | 1100        | 1126.4                           | FP5    | 12 (8+4)    | DDR4-2400 doble canal | 12–25 W |
| Ryzen 5 Pro 2500U | 15 de mayo de 2018       | GloFo14LP | 4 (8)           | 2.0                       | 3.6                       | 64 KB inst. 32 KB data por núcleo | 512 KB por núcleo | 4 MB  | Vega 8  | 512:32:16 8 CU  | 1100        | 1126.4                           | FP5    | 12 (8+4)    | DDR4-2400 doble canal | 12–25 W |
| Ryzen 5 2600H     | 10 de septiembre de 2018 | GloFo14LP | 4 (8)           | 3.2                       | 3.6                       | 64 KB inst. 32 KB data por núcleo | 512 KB por núcleo | 4 MB  | Vega 8  | 512:32:16 8 CU  | 1100        | 1126.4                           | FP5    | 12 (8+4)    | DDR4-3200 doble canal | 35–54 W |
| Ryzen 7 2700U     | 26 de octubre de 2017    | GloFo14LP | 4 (8)           | 2.2                       | 3.8                       | 64 KB inst. 32 KB data por núcleo | 512 KB por núcleo | 4 MB  | Vega 10 | 640:40:16 10 CU | 1300        | 1664                             | FP5    | 12 (8+4)    | DDR4-2400 doble canal | 12–25 W |
| Ryzen 7 Pro 2700U | 15 de mayo de 2018       | GloFo14LP | 4 (8)           | 2.2                       | 3.8                       | 64 KB inst. 32 KB data por núcleo | 512 KB por núcleo | 4 MB  | Vega 10 | 640:40:16 10 CU | 1300        | 1664                             | FP5    | 12 (8+4)    | DDR4-2400 doble canal | 12–25 W |
| Ryzen 7 2800H     | 10 de septiembre de 2018 | GloFo14LP | 4 (8)           | 3.3                       | 3.8                       | 64 KB inst. 32 KB data por núcleo | 512 KB por núcleo | 4 MB  | Vega 11 | 704:44:16 11 CU | 1300        | 1830.4                           | FP5    | 12 (8+4)    | DDR4-3200 doble canal | 35–54 W |

- 1 Sombreadores unificados: Unidad de mapeo de texturas: Unidad de salida de renderizado y Unidades de cómputo (CU)
- 2 El rendimiento de precisión simple se calcula a partir de la velocidad de reloj del núcleo base (o turbo) en función de una operación FMA.

#### Picasso (2019)
Características comunes de las APU para portátiles Ryzen 3000:
- Zócalo: FP5.
- Todas las CPU admiten DDR4-2400 en modo de doble canal.
- Caché L1: 96 KB (32 KB de datos + 64 KB de instrucciones) por núcleo.
- Caché L2: 512 KB por núcleo.
- Todas las CPU admiten 16 carriles PCIe 3.0.
- Incluye GPU GCN de quinta generación integrada.
- Proceso de fabricación: GlobalFoundries 12 nm (14 nm+).

| Marca y Modelo | Marca y Modelo | CPU             | CPU                       | CPU                       | CPU             | GPU     | GPU         | GPU             | GPU                              | TDP  | Fecha de lanzamiento      |
| Marca y Modelo | Marca y Modelo | Núcleos (Hilos) | Frecuencia de reloj (GHz) | Frecuencia de reloj (GHz) | Caché L3(total) | Modelo  | Reloj (MHz) | Config.1        | Poder de procesamiento (GFLOPS)2 | TDP  | Fecha de lanzamiento      |
| Marca y Modelo | Marca y Modelo | Núcleos (Hilos) | Base                      | Turbo                     | Caché L3(total) | Modelo  | Reloj (MHz) | Config.1        | Poder de procesamiento (GFLOPS)2 | TDP  | Fecha de lanzamiento      |
| -------------- | -------------- | --------------- | ------------------------- | ------------------------- | --------------- | ------- | ----------- | --------------- | -------------------------------- | ---- | ------------------------- |
| Ryzen 7        | 3780U          | 4 (8)           | 2.3                       | 4.0                       | 4 MB            | Vega 11 | 1400        | 704:44:16 11 CU | 1971.2                           | 15 W | Octubre de 2019           |
| Ryzen 7        | 3750H          | 4 (8)           | 2.3                       | 4.0                       | 4 MB            | Vega 10 | 1400        | 640:40:16 10 CU | 1792.0                           | 35 W | 6 de enero de 2019        |
| Ryzen 7        | 3700C          | 4 (8)           | 2.3                       | 4.0                       | 4 MB            | Vega 10 | 1400        | 640:40:16 10 CU | 1792.0                           | 15 W | 22 de septiiembre de 2020 |
| Ryzen 7        | 3700U3         | 4 (8)           | 2.3                       | 4.0                       | 4 MB            | Vega 10 | 1400        | 640:40:16 10 CU | 1792.0                           | 15 W | 6 de enero de 2019        |
| Ryzen 5        | 3580U          | 4 (8)           | 2.1                       | 3.7                       | 4 MB            | Vega 9  | 1300        | 576:36:16 9 CU  | 1497.6                           | 15 W | Octubre de 2019           |
| Ryzen 5        | 3550H          | 4 (8)           | 2.1                       | 3.7                       | 4 MB            | Vega 8  | 1200        | 512:32:16 8 CU  | 1228.8                           | 35 W | 6 de enero de 2019        |
| Ryzen 5        | 3500C          | 4 (8)           | 2.1                       | 3.7                       | 4 MB            | Vega 8  | 1200        | 512:32:16 8 CU  | 1228.8                           | 15 W | 22 de septiembre de 2020  |
| Ryzen 5        | 3500U3         | 4 (8)           | 2.1                       | 3.7                       | 4 MB            | Vega 8  | 1200        | 512:32:16 8 CU  | 1228.8                           | 15 W | 6 de enero de 2019        |
| Ryzen 5        | 3450U          | 4 (8)           | 2.1                       | 3.5                       | 4 MB            | Vega 8  | 1200        | 512:32:16 8 CU  | 1228.8                           | 15 W | Junio de 2020             |
| Ryzen 3        | 3350U          | 4 (4)           | 2.1                       | 3.5                       | 4 MB            | Vega 6  | 1200        | 384:24:8 6 CU   | 921.6                            | 15 W | 6 de enero de 2019        |
| Ryzen 3        | 3300U3         | 4 (4)           | 2.1                       | 3.5                       | 4 MB            | Vega 6  | 1200        | 384:24:8 6 CU   | 921.6                            | 15 W | 6 de enero de 2019        |

- 1 Sombreadores unificados: Unidad de mapeo de texturas: Unidad de salida de renderizado y Unidades de cómputo (CU)
- 2 El rendimiento de precisión simple se calcula a partir de la velocidad de reloj del núcleo base (o turbo) en función de una operación FMA.
- 3 Modelo también disponible como versión PRO,[135][136][137] lanzado el 8 de abril de 2019.

#### Dalí (2020)
| Modelo              | Fecha de lanzamiento     | Fab   | CPU             | CPU                       | CPU                       | CPU                               | CPU               | CPU   | GPU                            | GPU           | GPU         | GPU                              | Zócalo | PCIe lanes | Soporte de memoria    | TDP     | Número de parte |
| Modelo              | Fecha de lanzamiento     | Fab   | Núcleos (Hilos) | Frecuencia de reloj (GHz) | Frecuencia de reloj (GHz) | Caché                             | Caché             | Caché | Modelo                         | Config.1      | Reloj (MHz) | Poder de procesamiento (GFLOPS)2 | Zócalo | PCIe lanes | Soporte de memoria    | TDP     | Número de parte |
| Modelo              | Fecha de lanzamiento     | Fab   | Núcleos (Hilos) | Base                      | Turbo                     | L1                                | L2                | L3    | Modelo                         | Config.1      | Reloj (MHz) | Poder de procesamiento (GFLOPS)2 | Zócalo | PCIe lanes | Soporte de memoria    | TDP     | Número de parte |
| ------------------- | ------------------------ | ----- | --------------- | ------------------------- | ------------------------- | --------------------------------- | ----------------- | ----- | ------------------------------ | ------------- | ----------- | -------------------------------- | ------ | ---------- | --------------------- | ------- | --------------- |
| AMD 3020e           | 6 de enero de 2020       | 14 nm | 2 (2)           | 1.2                       | 2.6                       | 64 KB inst. 32 KB data por núcleo | 512 KB por núcleo | 4 MB  | AMD Radeon(TM) Graphics (Vega) | 192:12:4 3 CU | 1000        | 384                              | FP5    | 12 (8+4)   | DDR4-2400 doble canal | 6 W     | YM3020C7T2OFG   |
| Athlon Silver 3050e | 6 de enero de 2020       | 14 nm | 2 (4)           | 1.4                       | 2.8                       | 64 KB inst. 32 KB data por núcleo | 512 KB por núcleo | 4 MB  | AMD Radeon(TM) Graphics (Vega) | 192:12:4 3 CU | 1000        | 384                              | FP5    | 12 (8+4)   | DDR4-2400 doble canal | 6 W     | YM3050C7T2OFG   |
| Athlon PRO 3045B    | Q1 2021                  | 14 nm | 2 (2)           | 2.3                       | 3.2                       | 64 KB inst. 32 KB data por núcleo | 512 KB por núcleo | 4 MB  | AMD Radeon(TM) Graphics (Vega) | 128:8:4 2 CU  | 1100        | 281.6                            | FP5    | 12 (8+4)   | DDR4-2400 doble canal | 12-25 W | YM3045C4T2OFG   |
| Athlon Silver 3050U | 6 de enero de 2020       | 14 nm | 2 (2)           | 2.3                       | 3.2                       | 64 KB inst. 32 KB data por núcleo | 512 KB por núcleo | 4 MB  | AMD Radeon(TM) Graphics (Vega) | 128:8:4 2 CU  | 1100        | 281.6                            | FP5    | 12 (8+4)   | DDR4-2400 doble canal | 12-25 W | YM3050C4T2OFG   |
| Athlon Silver 3050C | 22 de septiembre de 2020 | 14 nm | 2 (2)           | 2.3                       | 3.2                       | 64 KB inst. 32 KB data por núcleo | 512 KB por núcleo | 4 MB  | AMD Radeon(TM) Graphics (Vega) | 128:8:4 2 CU  | 1100        | 281.6                            | FP5    | 12 (8+4)   | DDR4-2400 doble canal | 12-25 W | YM305CC4T2OFG   |
| Athlon PRO 3145B    | Q1 2021                  | 14 nm | 2 (4)           | 2.6                       | 3.3                       | 64 KB inst. 32 KB data por núcleo | 512 KB por núcleo | 4 MB  | AMD Radeon(TM) Graphics (Vega) | 192:12:4 3 CU | 1000        | 384                              | FP5    | 12 (8+4)   | DDR4-2400 doble canal | 12-25 W | YM3145C4T2OFG   |
| Athlon Gold 3150U   | 6 de enero de 2020       | 14 nm | 2 (4)           | 2.6                       | 3.3                       | 64 KB inst. 32 KB data por núcleo | 512 KB por núcleo | 4 MB  | AMD Radeon(TM) Graphics (Vega) | 192:12:4 3 CU | 1000        | 384                              | FP5    | 12 (8+4)   | DDR4-2400 doble canal | 12-25 W | YM3150C4T2OFG   |
| Athlon Gold 3150C   | 22 de septiembre de 2020 | 14 nm | 2 (4)           | 2.6                       | 3.3                       | 64 KB inst. 32 KB data por núcleo | 512 KB por núcleo | 4 MB  | AMD Radeon(TM) Graphics (Vega) | 192:12:4 3 CU | 1000        | 384                              | FP5    | 12 (8+4)   | DDR4-2400 doble canal | 12-25 W | YM315CC4T2OFG   |
| Ryzen 3 3250U       | 6 de enero de 2020       | 14 nm | 2 (4)           | 2.6                       | 3.5                       | 64 KB inst. 32 KB data por núcleo | 512 KB por núcleo | 4 MB  | AMD Radeon(TM) Graphics (Vega) | 192:12:4 3 CU | 1200        | 460.8                            | FP5    | 12 (8+4)   | DDR4-2400 doble canal | 12-25 W | YM3250C4T2OFG   |
| Ryzen 3 3250C       | 22 de septiembre de 2020 | 14 nm | 2 (4)           | 2.6                       | 3.5                       | 64 KB inst. 32 KB data por núcleo | 512 KB por núcleo | 4 MB  | AMD Radeon(TM) Graphics (Vega) | 192:12:4 3 CU | 1200        | 460.8                            | FP5    | 12 (8+4)   | DDR4-2400 doble canal | 12-25 W | YM325CC4T2OFG   |

- 1 Sombreadores unificados: Unidad de mapeo de texturas: Unidad de salida de renderizado y Unidades de cómputo (CU)
- 2 El rendimiento de precisión simple se calcula a partir de la velocidad de reloj del núcleo base (o turbo) en función de una operación FMA.

#### Renoir (2020)
Características comunes de las APU para portátiles Ryzen 4000:
- Zócalo: FP6.
- Todas las CPU admiten DDR4-3200 o LPDDR4-4266 en modo de doble canal.
- Caché L1: 64 KB (32 KB de datos + 32 KB de instrucción) por núcleo.
- Caché L2: 512 KB por núcleo.
- Todas las CPU admiten 16 carriles PCIe 3.0.
- Incluye GPU GCN de quinta generación integrada.
- Proceso de fabricación: TSMC 7 nm.

| Marca y Modelo | Marca y Modelo | CPU             | CPU                       | CPU                       | CPU             | CPU                 | GPU               | GPU         | GPU           | GPU                              | TDP     | Fecha de lanzamiento |
| Marca y Modelo | Marca y Modelo | Núcleos (Hilos) | Frecuencia de reloj (GHz) | Frecuencia de reloj (GHz) | Caché L3(total) | Config. del núcleo1 | Modelo            | Reloj (GHz) | Config.2      | Poder de procesamiento (GFLOPS)3 | TDP     | Fecha de lanzamiento |
| Marca y Modelo | Marca y Modelo | Núcleos (Hilos) | Base                      | Turbo                     | Caché L3(total) | Config. del núcleo1 | Modelo            | Reloj (GHz) | Config.2      | Poder de procesamiento (GFLOPS)3 | TDP     | Fecha de lanzamiento |
| -------------- | -------------- | --------------- | ------------------------- | ------------------------- | --------------- | ------------------- | ----------------- | ----------- | ------------- | -------------------------------- | ------- | -------------------- |
| Ryzen 9        | 4900H          | 8 (16)          | 3.3                       | 4.4                       | 8 MB            | 2 × 4               | Radeon Graphics a | 1.75        | 512:32:8 8 CU | 1792                             | 35–54 W | 16 de marzo de 2020  |
| Ryzen 9        | 4900HS         | 8 (16)          | 3.0                       | 4.3                       | 8 MB            | 2 × 4               | Radeon Graphics a | 1.75        | 512:32:8 8 CU | 1792                             | 35 W    | 16 de marzo de 2020  |
| Ryzen 7        | 4800H          | 8 (16)          | 2.9                       | 4.2                       | 8 MB            | 2 × 4               | Radeon Graphics a | 1.6         | 448:28:8 7 CU | 1433.6                           | 35–54 W | 16 de marzo de 2020  |
| Ryzen 7        | 4800HS         | 8 (16)          | 2.9                       | 4.2                       | 8 MB            | 2 × 4               | Radeon Graphics a | 1.6         | 448:28:8 7 CU | 1433.6                           | 35 W    | 16 de marzo de 2020  |
| Ryzen 7        | 4980U          | 8 (16)          | 2.0                       | 4.4                       | 8 MB            | 2 × 4               | Radeon Graphics a | 1.95        | 512:32:8 8 CU | 1996.8                           | 10–25 W | 13 de abril de 2021  |
| Ryzen 7        | 4800U          | 8 (16)          | 1.8                       | 4.2                       | 8 MB            | 2 × 4               | Radeon Graphics a | 1.75        | 512:32:8 8 CU | 1792                             | 10–25 W | 16 de marzo de 2020  |
| Ryzen 7        | 4700Ub         | 8 (8)           | 2.0                       | 4.1                       | 8 MB            | 2 × 4               | Radeon Graphics a | 1.6         | 448:28:8 7 CU | 1433.6                           | 10–25 W | 16 de marzo de 2020  |
| Ryzen 5        | 4600H          | 6 (12)          | 3.0                       | 4.0                       | 8 MB            | 2 × 3               | Radeon Graphics a | 1.5         | 384:24:8 6 CU | 1152                             | 35–54 W | 16 de marzo de 2020  |
| Ryzen 5        | 4600HS         | 6 (12)          | 3.0                       | 4.0                       | 8 MB            | 2 × 3               | Radeon Graphics a | 1.5         | 384:24:8 6 CU | 1152                             | 35 W    | 16 de marzo de 2020  |
| Ryzen 5        | 4680U          | 6 (12)          | 2.1                       | 4.0                       | 8 MB            | 2 × 3               | Radeon Graphics a | 1.5         | 448:28:8 7 CU | 1344                             | 10–25 W | 13 de abril de 2021  |
| Ryzen 5        | 4600Ub         | 6 (12)          | 2.1                       | 4.0                       | 8 MB            | 2 × 3               | Radeon Graphics a | 1.5         | 384:24:8 6 CU | 1152                             | 10–25 W | 16 de marzo de 2020  |
| Ryzen 5        | 4500U          | 6 (6)           | 2.3                       | 4.0                       | 8 MB            | 2 × 3               | Radeon Graphics a | 1.5         | 384:24:8 6 CU | 1152                             | 10–25 W | 16 de marzo de 2020  |
| Ryzen 3        | 4300Ub         | 4 (4)           | 2.7                       | 3.7                       | 4 MB            | 1 × 4               | Radeon Graphics a | 1.4         | 320:20:8 5 CU | 896                              | 10–25 W | 16 de marzo de 2020  |

- 1 Complejos de núcleos (CCX) × núcleos por CCX
- 2 Sombreadores unificados: Unidad de mapeo de texturas: Unidad de salida de renderizado y Unidades de cómputo (CU)
- 3 El rendimiento de precisión simple se calcula a partir de la velocidad de reloj del núcleo base (o turbo) en función de una operación FMA.
- a Todas las iGPU tienen la marca AMD Radeon Graphics.
- b El modelo también está disponible como versión PRO como 4450U,[162] 4650U,[163] 4750U,[164] lanzado el 7 de mayo de 2020.

#### Lucienne (2021)
Características comunes:
- Zócalo: FP6.
- Todas las CPU admiten DDR4-3200 o LPDDR4-4266 en modo de doble canal.
- Caché L1: 64 KB (32 KB de datos + 32 KB de instrucción) por núcleo.
- Caché L2: 512 KB por núcleo.
- Todas las CPU admiten 16 carriles PCIe 3.0.
- Incluye GPU GCN de quinta generación integrada.
- Proceso de fabricación: TSMC 7 nm.

| Marca y Modelo | Marca y Modelo | CPU             | CPU                       | CPU                       | CPU               | CPU                 | GPU               | GPU         | GPU           | GPU                              | TDP     | Fecha de lanzamiento |
| Marca y Modelo | Marca y Modelo | Núcleos (Hilos) | Frecuencia de reloj (GHz) | Frecuencia de reloj (GHz) | Caché L3(total)   | Config. del núcleo1 | Modelo            | Reloj (MHz) | Config.2      | Poder de procesamiento (GFLOPS)3 | TDP     | Fecha de lanzamiento |
| Marca y Modelo | Marca y Modelo | Núcleos (Hilos) | Base                      | Turbo                     | Caché L3(total)   | Config. del núcleo1 | Modelo            | Reloj (MHz) | Config.2      | Poder de procesamiento (GFLOPS)3 | TDP     | Fecha de lanzamiento |
| -------------- | -------------- | --------------- | ------------------------- | ------------------------- | ----------------- | ------------------- | ----------------- | ----------- | ------------- | -------------------------------- | ------- | -------------------- |
| Ryzen 7        | 5700U          | 8 (16)          | 1.8                       | 4.3                       | 8 MB 4 MB por CCX | 2 × 4               | Radeon Graphics a | 1900        | 512:32:8 8 CU | 1945.6                           | 10–25 W | 12 de enero de 2021  |
| Ryzen 5        | 5500U          | 6 (12)          | 2.1                       | 4.0                       | 8 MB 4 MB por CCX | 2 × 3               | Radeon Graphics a | 1800        | 448:28:8 7 CU | 1612.8                           | 10–25 W | 12 de enero de 2021  |
| Ryzen 3        | 5300U          | 4 (8)           | 2.6                       | 3.8                       | 4 MB              | 1 × 4               | Radeon Graphics a | 1500        | 384:24:8 6 CU | 1152                             | 10–25 W | 12 de enero de 2021  |

- 1 Complejos de núcleos (CCX) × núcleos por CCX
- 2 Sombreadores unificados: Unidad de mapeo de texturas: Unidad de salida de renderizado y Unidades de cómputo (CU)
- 3 El rendimiento de precisión simple se calcula a partir de la velocidad de reloj del núcleo base (o turbo) en función de una operación FMA.
- a Todas las iGPU tienen la marca AMD Radeon Graphics.

#### Cezanne (2021)
Características comunes de las APU para portátiles Ryzen 5000:
- Zócalo: FP6.
- Todas las CPU admiten DDR4-3200 o LPDDR4-4266 en modo de doble canal.
- Caché L1: 64 KB (32 KB de datos + 32 KB de instrucción) por núcleo.
- Caché L2: 512 KB por núcleo.
- Todas las CPU admiten 16 carriles PCIe 3.0.
- Incluye GPU GCN de quinta generación integrada.
- Proceso de fabricación: TSMC 7 nm.

| Marca y Modelo | Marca y Modelo | CPU             | CPU                       | CPU                       | CPU             | CPU                 | GPU               | GPU         | GPU            | GPU                              | TDP     | Fecha de lanzamiento |
| Marca y Modelo | Marca y Modelo | Núcleos (Hilos) | Frecuencia de reloj (GHz) | Frecuencia de reloj (GHz) | Caché L3(total) | Config. del núcleo1 | Modelo            | Reloj (GHz) | Config.2       | Poder de procesamiento (GFLOPS)3 | TDP     | Fecha de lanzamiento |
| Marca y Modelo | Marca y Modelo | Núcleos (Hilos) | Base                      | Turbo                     | Caché L3(total) | Config. del núcleo1 | Modelo            | Reloj (GHz) | Config.2       | Poder de procesamiento (GFLOPS)3 | TDP     | Fecha de lanzamiento |
| -------------- | -------------- | --------------- | ------------------------- | ------------------------- | --------------- | ------------------- | ----------------- | ----------- | -------------- | -------------------------------- | ------- | -------------------- |
| Ryzen 9        | 5980HX         | 8 (16)          | 3.3                       | 4.8                       | 16 MB           | 1 × 8               | Radeon Graphics a | 2.1         | 512:32:8 8 CUs | 2150.4                           | 35–54 W | 12 de enero de 2021  |
| Ryzen 9        | 5980HS         | 8 (16)          | 3.0                       | 4.8                       | 16 MB           | 1 × 8               | Radeon Graphics a | 2.1         | 512:32:8 8 CUs | 2150.4                           | 35 W    | 12 de enero de 2021  |
| Ryzen 9        | 5900HX         | 8 (16)          | 3.3                       | 4.6                       | 16 MB           | 1 × 8               | Radeon Graphics a | 2.1         | 512:32:8 8 CUs | 2150.4                           | 35–54 W | 12 de enero de 2021  |
| Ryzen 9        | 5900HS         | 8 (16)          | 3.0                       | 4.6                       | 16 MB           | 1 × 8               | Radeon Graphics a | 2.1         | 512:32:8 8 CUs | 2150.4                           | 35 W    | 12 de enero de 2021  |
| Ryzen 7        | 5800H          | 8 (16)          | 3.2                       | 4.4                       | 16 MB           | 1 × 8               | Radeon Graphics a | 2.0         | 512:32:8 8 CUs | 2048                             | 35–54 W | 12 de enero de 2021  |
| Ryzen 7        | 5800HS         | 8 (16)          | 2.8                       | 4.4                       | 16 MB           | 1 × 8               | Radeon Graphics a | 2.0         | 512:32:8 8 CUs | 2048                             | 35 W    | 12 de enero de 2021  |
| Ryzen 7        | 5825Uab        | 8 (16)          | 2.0                       | 4.5                       | 16 MB           | 1 × 8               | Radeon Graphics a | 2.0         | 512:32:8 8 CUs | 2048                             | 15 W    | 4 de enero de 2022   |
| Ryzen 7        | 5800Ub         | 8 (16)          | 1.9                       | 4.4                       | 16 MB           | 1 × 8               | Radeon Graphics a | 2.0         | 512:32:8 8 CUs | 2048                             | 10–25 W | 12 de enero de 2021  |
| Ryzen 5        | 5600H          | 6 (12)          | 3.3                       | 4.2                       | 16 MB           | 1 × 6               | Radeon Graphics a | 1.8         | 448:28:8 7 CUs | 1612.8                           | 35–54 W | 12 de enero de 2021  |
| Ryzen 5        | 5600HS         | 6 (12)          | 3.0                       | 4.2                       | 16 MB           | 1 × 6               | Radeon Graphics a | 1.8         | 448:28:8 7 CUs | 1612.8                           | 35 W    | 12 de enero de 2021  |
| Ryzen 5        | 5625Ubc        | 6 (12)          | 2.3                       | 4.3                       | 16 MB           | 1 × 6               | Radeon Graphics a | 1.8         | 448:28:8 7 CUs | 1612.8                           | 15 W    | 4 de enero de 2022   |
| Ryzen 5        | 5600Ub         | 6 (12)          | 2.3                       | 4.2                       | 16 MB           | 1 × 6               | Radeon Graphics a | 1.8         | 448:28:8 7 CUs | 1612.8                           | 10–25 W | 12 de enero de 2021  |
| Ryzen 5        | 5560U          | 6 (12)          | 2.3                       | 4.0                       | 8 MB            | 1 × 6               | Radeon Graphics a | 1.6         | 384:24:8 6 CUs | 1228.8                           | 10–25 W | 12 de enero de 2021  |
| Ryzen 3        | 5425Ubc        | 4 (8)           | 2.3                       | 4.3                       | 8 MB            | 1 × 4               | Radeon Graphics a | 1.6         | 384:24:8 6 CUs | 1228.8                           | 15 W    | 4 de enero de 2022   |
| Ryzen 3        | 5400Ub         | 4 (8)           | 2.7                       | 4.1                       | 8 MB            | 1 × 4               | Radeon Graphics a | 1.6         | 384:24:8 6 CUs | 1228.8                           | 10–25 W | 12 de enero de 2021  |
| Ryzen 3        | 5125C          | 2 (4)           | 3.0                       | N/A                       | 8 MB            | 1 × 2               | Radeon Graphics a | ?           | 192:12:8 3 CUs | ?                                | 15 W    | 5 de mayo de 2022    |

- 1 Complejos de núcleos (CCX) × núcleos por CCX
- 2 Sombreadores unificados: Unidad de mapeo de texturas: Unidad de salida de renderizado y Unidades de cómputo (CU)
- 3 El rendimiento de precisión simple se calcula a partir de la velocidad de reloj del núcleo base (o turbo) en función de una operación FMA.
- a Todas las iGPU tienen la marca AMD Radeon Graphics.
- b El modelo también está disponible como versión PRO como 5450U,[172] 5650U,[173] 5850U,[174] lanzado el 16 de marzo de 2021 y como 5475U,[175] 5675U,[176] 5875U,[177] lanzado el 19 de abril de 2022.
- c El modelo también está disponible como versión optimizada para Chromebook como 5425C,[178] 5625C,[179] 5825C,[180] lanzada el 5 de mayo de 2022.

### APU integradas
| Modelo | Fecha de lanzamiento | Fab        | CPU             | CPU                       | CPU                       | CPU                                   | CPU               | CPU   | GPU          | GPU             | GPU         | GPU                              | Soporte de memoria    | TDP     | Rango de temperatura de unión (°C) |
| Modelo | Fecha de lanzamiento | Fab        | Núcleos (Hilos) | Frecuencia de reloj (GHz) | Frecuencia de reloj (GHz) | Caché                                 | Caché             | Caché | Arquitectura | Config.1        | Reloj (MHz) | Poder de procesamiento (GFLOPS)2 | Soporte de memoria    | TDP     | Rango de temperatura de unión (°C) |
| Modelo | Fecha de lanzamiento | Fab        | Núcleos (Hilos) | Base                      | Turbo                     | L1                                    | L2                | L3    | Arquitectura | Config.1        | Reloj (MHz) | Poder de procesamiento (GFLOPS)2 | Soporte de memoria    | TDP     | Rango de temperatura de unión (°C) |
| ------ | -------------------- | ---------- | --------------- | ------------------------- | ------------------------- | ------------------------------------- | ----------------- | ----- | ------------ | --------------- | ----------- | -------------------------------- | --------------------- | ------- | ---------------------------------- |
| V1202B | Febrero de 2018      | GloFo14 nm | 2 (4)           | 2.3                       | 3.2                       | 64 KB inst. 32 KB de datos por núcleo | 512 KB por núcleo | 4 MB  | Vega 3       | 192:12:16 3 CU  | 1.0         | 384                              | DDR4-2400 doble canal | 12–25 W | 0–105                              |
| V1404I | Diciembre de 2018    | GloFo14 nm | 4 (8)           | 2.0                       | 3.6                       | 64 KB inst. 32 KB de datos por núcleo | 512 KB por núcleo | 4 MB  | Vega 8       | 512:32:16 8 CU  | 1.1         | 1126.4                           | DDR4-2400 doble canal | 12–25 W | -40–105                            |
| V1500B | Diciembre de 2018    | GloFo14 nm | 4 (8)           | 2.2                       | N/A                       | 64 KB inst. 32 KB de datos por núcleo | 512 KB por núcleo | 4 MB  | N/A          | N/A             | N/A         | N/A                              | DDR4-2400 doble canal | 12–25 W | 0–105                              |
| V1605B | Febrero de 2018      | GloFo14 nm | 4 (8)           | 2.0                       | 3.6                       | 64 KB inst. 32 KB de datos por núcleo | 512 KB por núcleo | 4 MB  | Vega 8       | 512:32:16 8 CU  | 1.1         | 1126.4                           | DDR4-2400 doble canal | 12–25 W | 0–105                              |
| V1756B | Febrero de 2018      | GloFo14 nm | 4 (8)           | 3.25                      | 3.6                       | 64 KB inst. 32 KB de datos por núcleo | 512 KB por núcleo | 4 MB  | Vega 8       | 512:32:16 8 CU  | 1.1         | 1126.4                           | DDR4-320 doble canal  | 35–54 W | 0–105                              |
| V1780B | Diciembre de 2018    | GloFo14 nm | 4 (8)           | 3.35                      | 3.6                       | 64 KB inst. 32 KB de datos por núcleo | 512 KB por núcleo | 4 MB  | N/A          | N/A             | N/A         | N/A                              | DDR4-320 doble canal  | 35–54 W | 0–105                              |
| V1807B | Febrero de 2018      | GloFo14 nm | 4 (8)           | 3.35                      | 3.8                       | 64 KB inst. 32 KB de datos por núcleo | 512 KB por núcleo | 4 MB  | Vega 11      | 704:44:16 11 CU | 1.3         | 1830.4                           | DDR4-320 doble canal  | 35–54 W | 0–105                              |

- 1 Sombreadores unificados: Unidad de mapeo de texturas: Unidad de salida de renderizado y Unidades de cómputo (CU)
- 2 El rendimiento de precisión simple se calcula a partir de la velocidad de reloj del núcleo base (o turbo) en función de una operación FMA.

| Modelo | Fecha de lanzamiento  | Fab        | CPU             | CPU                       | CPU                       | CPU                                   | CPU               | CPU   | GPU    | GPU           | GPU         | GPU                              | Soporte de memoria    | TDP     |
| Modelo | Fecha de lanzamiento  | Fab        | Núcleos (Hilos) | Frecuencia de reloj (GHz) | Frecuencia de reloj (GHz) | Caché                                 | Caché             | Caché | Modelo | Config.1      | Reloj (GHz) | Poder de procesamiento (GFLOPS)2 | Soporte de memoria    | TDP     |
| Modelo | Fecha de lanzamiento  | Fab        | Núcleos (Hilos) | Base                      | Turbo                     | L1                                    | L2                | L3    | Modelo | Config.1      | Reloj (GHz) | Poder de procesamiento (GFLOPS)2 | Soporte de memoria    | TDP     |
| ------ | --------------------- | ---------- | --------------- | ------------------------- | ------------------------- | ------------------------------------- | ----------------- | ----- | ------ | ------------- | ----------- | -------------------------------- | --------------------- | ------- |
| R1102G | 25 de febrero de 2020 | GloFo14 nm | 2 (2)           | 1.2                       | 2.6                       | 64 KB inst. 32 KB de datos por núcleo | 512 KB por núcleo | 4 MB  | Vega 3 | 192:12:4 3 CU | 1.0         | 384                              | DDR4-2400 monocanal   | 6 W     |
| R1305G | 25 de febrero de 2020 | GloFo14 nm | 2 (4)           | 1.5                       | 2.8                       | 64 KB inst. 32 KB de datos por núcleo | 512 KB por núcleo | 4 MB  | Vega 3 | 192:12:4 3 CU | 1.0         | 384                              | DDR4-2400 doble canal | 8-10 W  |
| R1505G | 16 de abril de 2019   | GloFo14 nm | 2 (4)           | 2.4                       | 3.3                       | 64 KB inst. 32 KB de datos por núcleo | 512 KB por núcleo | 4 MB  | Vega 3 | 192:12:4 3 CU | 1.0         | 384                              | DDR4-2400 doble canal | 12–25 W |
| R1606G | 16 de abril de 2019   | GloFo14 nm | 2 (4)           | 2.6                       | 3.5                       | 64 KB inst. 32 KB de datos por núcleo | 512 KB por núcleo | 4 MB  | Vega 3 | 192:12:4 3 CU | 1.2         | 460.8                            | DDR4-2400 doble canal | 12–25 W |

- 1 Sombreadores unificados: Unidad de mapeo de texturas: Unidad de salida de renderizado y Unidades de cómputo (CU)
- 2 El rendimiento de precisión simple se calcula a partir de la velocidad de reloj del núcleo base (o turbo) en función de una operación FMA.

| Modelo | Fecha de lanzamiento    | Fab      | CPU             | CPU                       | CPU                       | CPU                                  | CPU               | CPU   | GPU          | GPU           | GPU         | GPU                              | Zócalo | Soporte de PCIe       | Soporte de memoria                                | TDP     |
| Modelo | Fecha de lanzamiento    | Fab      | Núcleos (Hilos) | Frecuencia de reloj (GHz) | Frecuencia de reloj (GHz) | Caché                                | Caché             | Caché | Arquitectura | Config.1      | Reloj (GHz) | Poder de procesamiento (GFLOPS)2 | Zócalo | Soporte de PCIe       | Soporte de memoria                                | TDP     |
| Modelo | Fecha de lanzamiento    | Fab      | Núcleos (Hilos) | Base                      | Turbo                     | L1                                   | L2                | L3    | Arquitectura | Config.1      | Reloj (GHz) | Poder de procesamiento (GFLOPS)2 | Zócalo | Soporte de PCIe       | Soporte de memoria                                | TDP     |
| ------ | ----------------------- | -------- | --------------- | ------------------------- | ------------------------- | ------------------------------------ | ----------------- | ----- | ------------ | ------------- | ----------- | -------------------------------- | ------ | --------------------- | ------------------------------------------------- | ------- |
| V2516  | 10 de noviembre de 2020 | TSMC7 nm | 6 (12)          | 2.1                       | 3.95                      | 32 KB inst.32 KB de datos por núcleo | 512 KB por núcleo | 8 MB  | GCN 5        | 384:24:8 6 CU | 1.5         | 1152                             | FP6    | 20 (8+4+4+4) PCIe 3.0 | DDR4-3200 doble canal LPDDR4X-4266 cuatro canales | 10-25 W |
| V2546  | 10 de noviembre de 2020 | TSMC7 nm | 6 (12)          | 3.0                       | 3.95                      | 32 KB inst.32 KB de datos por núcleo | 512 KB por núcleo | 8 MB  | GCN 5        | 384:24:8 6 CU | 1.5         | 1152                             | FP6    | 20 (8+4+4+4) PCIe 3.0 | DDR4-3200 doble canal LPDDR4X-4266 cuatro canales | 35-54 W |
| V2718  | 10 de noviembre de 2020 | TSMC7 nm | 8 (16)          | 1.7                       | 4.15                      | 32 KB inst.32 KB de datos por núcleo | 512 KB por núcleo | 8 MB  | GCN 5        | 448:28:8 7 CU | 1.6         | 1433.6                           | FP6    | 20 (8+4+4+4) PCIe 3.0 | DDR4-3200 doble canal LPDDR4X-4266 cuatro canales | 10-25 W |
| V2748  | 10 de noviembre de 2020 | TSMC7 nm | 8 (16)          | 2.9                       | 4.25                      | 32 KB inst.32 KB de datos por núcleo | 512 KB por núcleo | 8 MB  | GCN 5        | 448:28:8 7 CU | 1.6         | 1433.6                           | FP6    | 20 (8+4+4+4) PCIe 3.0 | DDR4-3200 doble canal LPDDR4X-4266 cuatro canales | 35-54 W |

- 1 Sombreadores unificados: Unidad de mapeo de texturas: Unidad de salida de renderizado y Unidades de cómputo (CU)
- 2 El rendimiento de precisión simple se calcula a partir de la velocidad de reloj del núcleo base (o turbo) en función de una operación FMA.